# Three Minutes (Lost)
Three Minutes este un episod al serialului de televiziune Lost, sezonul 2.